# 래기드섬

래기드 섬

래기드섬(영어: Ragged Island)은 바하마 남부에 위치한 섬으로 면적은 15km2, 인구는 70명(2010년 기준)이다.